# Herzogtum Aiguillon

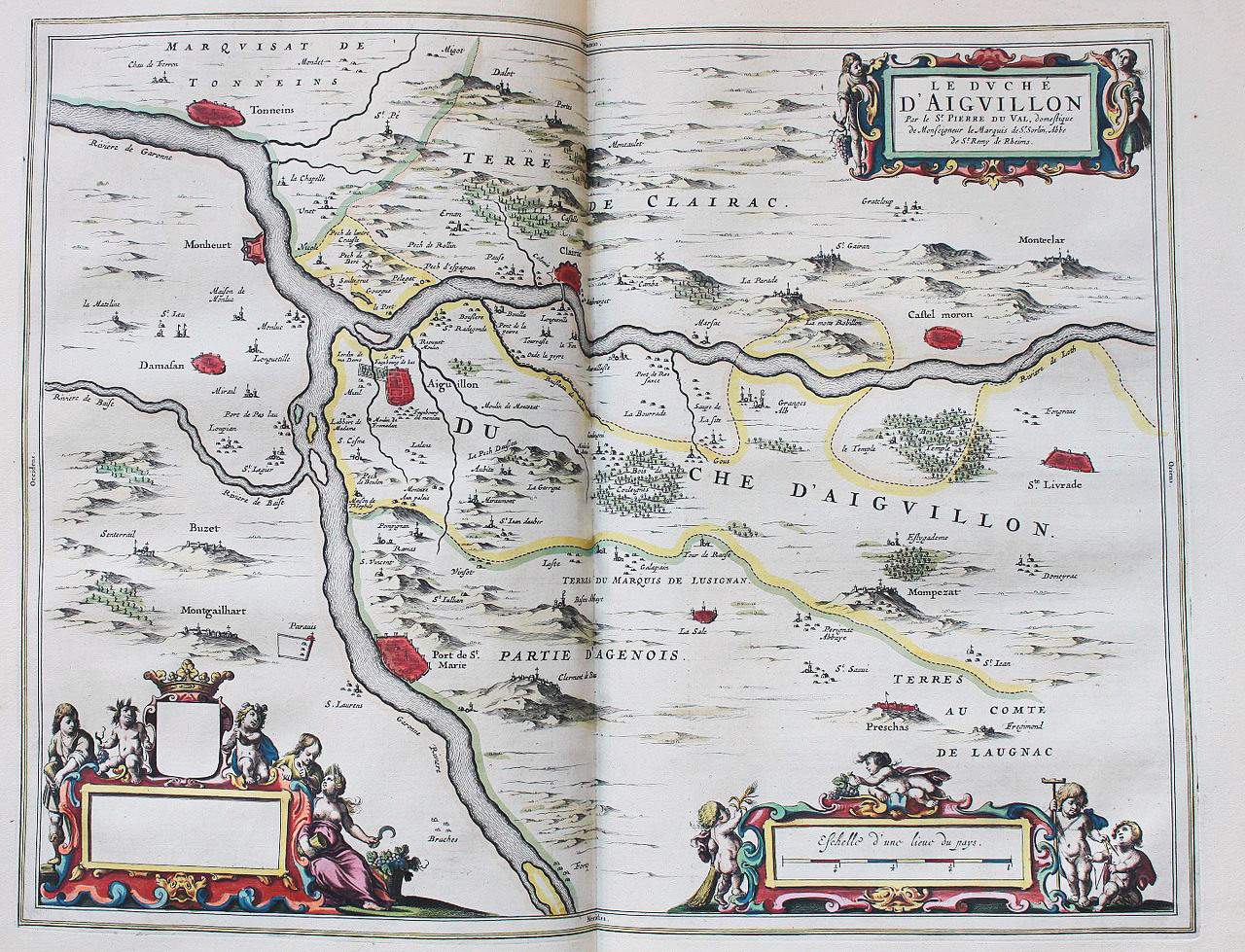
Karte des Herzogtums Aiguillon, Johannes Blaeu, Geographia Blaviana, Amsterdam, 1659

Das Herzogtum Aiguillon (Duché-Pairie d’Aiguillon) wurde 1599 aus den Baronien Aiguillon, Montpezat, Sainte-Livrade, Madaillan und Almayrac, zugehörigen und abhängigen Gebieten gebildet.
Der Kern des Herzogtums stammt von Françoise de Montpezat, Ehefrau von Alain de Foix-Candale (Sohn von Gaston II. de Foix-Candale) und Mutter von Jeanne Françoise de Foix-Candale (alias Jeanne Françoise de Grailly-Foix), die 1540 Honorat II. von Savoyen heiratete; deren Tochter ist Henriette von Savoyen-Villars, die in erster Ehe Melchior des Prez, Seigneur de Montpezat, heiratete, in zweiter Ehe Charles II. de Lorraine, duc de Mayenne – sie sind die Eltern von Henri de Lorraine, dem 1. Herzog von Aiguillon.

## Erste Errichtung (1599)
- 1599–1621: Henri de Lorraine (1578–1621), Baron, dann Duc d’Aiguillon, Herzog von Mayenne, Marquis de Villars, Comte du Maine, Comte de Tende et de Sommerive, Pair de France, Großkammerherr von Frankreich, 1619 Ritter im Orden vom Heiligen Geist
- 1621–1631: Charles Gonzague (1609–1631), Duc de Mayenne et d'Aiguillon, Marquis de Villars, Comte du Maine, de Tende et de Sommerive, dessen Neffe
- 1631–1632: Ferdinand Gonzague (1610–1632), Duc de Mayenne et d'Aiguillon, Marquis de Villars, Comte du Maine, de Tende et de Sommerive, dessen Bruder, ohne Nachkommen.

## Das Herzogtum Puylaurens (1632)
1632 nahm Armand-Jean du Plessis, duc de Richelieu das Herzogtum (und die Pairie) an sich, da 1599 festgelegt worden war, dass es auf jeden Erben Henri de Lorraines übertragen werden konnte. Zwei Jahre später wurde die Pairie, jetzt nur noch aus der Baronie Aiguillon bestehend, zugunsten eines Favoriten Gaston d’Orléans und unter dem Namen Duché de Puylaurens neu errichtet.
- 1634–1635: Antoine de l’Age (1602–1635), Duc de Puylaurens, Pair de France, Ehemann von  Marguerite-Philippe du Cambout, genannt  Mademoiselle de Pontchâteau

1635 fiel Antoine de l’Age in Ungnade und starb, das Herzogtum wurde aufgelöst.

## Zweite Errichtung (1638)
1638 errichtete Richelieu das Herzogtum wieder in der alten Form und übergab es seiner Nichte. Diese Errichtung sah vor, dass der Erbgang sowohl in männlicher als auch in weiblicher Linie nach freier Wahl der Herzogin erfolgen könne.
- 1638–1675: Marie-Madeleine de Vignerot du Plessis (1604–1675; ohne Nachkommen), 1. Duchesse d’Aiguillon, Nichte Richelieus, Tochter von René de Vignerot, Seigneur de Pontcourlay et de Glenay, und Françoise du Plessis, der Schwester des Kardinals.

1674 legte sie die Reihenfolge der Erbfolge für ihren Besitz fest. Sie gab den ersten Platz ihrer Nichte, Tochter ihres Bruders François de Vignerot, Marie-Madeleine-Thérèse; sollte sie ohne Nachkommen oder vor der Herzogin sterben, sollten Louis-Armand, Marquis de Richelieu (1654–1730) und seine männlichen Nachkommen in das Erbe eintreten. Marie-Madeleine de Vignerot du Plessis starb 1675, das Herzogtum fiel an ihre Nichte.
- 1675–1704: Marie-Madeleine Thérèse de Vignerot du Plessis (1636–1704), Demoiselle d’Agenois, dann 2. Duchesse d’Aiguillon, Baronne de Saujon, Pair de France, deren Nichte, Tochter von François II. Vignerot du Plessis, dem Bruder der ersten Duchesse Marie-Madeleine. Sie starb 1704 ohne Nachkommen.

1704 ging das Herzogtum wie vorgesehen an ihren Neffen Louis-Armand de Vignerot du Plessis, Marquis de Richelieu, Sohn von Jean-Baptiste Amador de Vignerot du Plessis de Richelieu (1632–1662), der wiederum ein Neffe der ersten Herzogin, der jüngere Sohn von François de Vignerot (siehe oben) und Bruder der zweiten Herzogin war. Louis-Armand gelang es jedoch nicht, seinen Pairstitel anerkennen zu lassen, anfangs, weil eine Gruppe der übrigen Pairs sich dem widersetzte, dann wegen der Minderjährigkeit Ludwigs XV. und schließlich wegen seiner eigenen Geschäftsunfähigkeit. Folglich trug er nie den Titel eines Herzogs von Aiguillon.

## Restitution (1731)
Nach dem Tod des Marquis de Richelieu im Jahr 1730, brachte sein Sohn Armand Louis de Vignerot du Plessis den Besitz wieder zusammen und beantragte die Anerkennung der Pairswürde. Ein Beschluss des Parlements vom 10. Mai 1731 stimmte seinem Antrag zu, obwohl sich erneut Widerstand unter den übrigen Herzögen und Pairs erhob. Es wurde beschlossen, seinen Rang unter den Pairs entsprechend einer Neuerrichtung statt der Restitution zu werten.
- 1731–1750: Armand Louis de Vignerot du Plessis (1683–1750), Duc d'Aiguillon, Comte d'Agenois, Pair de France, Sohn von Louis-Armand, Marquis de Richelieu.
- 1750–1788: Emmanuel Armand de Vignerot du Plessis (1720–1788), Duc d'Aiguillon, Comte, dann Duc d’Agenois, Comte de Condomois, Prince de Porcien, Comte de Saint-Florentin (uxor nomine), Pair de France, Lieutenant-général, 1771–1774 Außenminister, Gouverneur von Elsass, dann Gouverneur von Bretagne (1753–1768), Sohn seines Vorgängers
- 1788–1800: Armand Désiré de Vignerot du Plessis (1761–1800), Duc d'Aiguillon, Pair de France, Comte d'Agenois et de Condomois, Lieutenant-général de Bretagne, Sohn seines Vorgängers.

Der letzte Herzog von Aiguillon starb im Jahr 1800, der Titel erlosch mangels männlichen Blutsverwandten.